# Imma crocozela
Imma crocozela är en fjärilsart som beskrevs av Edward Meyrick 1906. Imma crocozela ingår i släktet Imma och familjen Immidae. Inga underarter finns listade i Catalogue of Life.